# Ein Junge vom Lande
Ein Junge vom Lande ist der Titel einer 1913 publizierten Erzählung von Max Brod. Sie handelt von der misslungenen Selbstfindung Viktor Kantureks im Spannungsfeld zwischen Rebellion und Anpassung an die herrschenden Mächte in einer für ihn unüberschaubaren Welt.

## Inhalt
Das Verbot
Viktor Kanturek wächst als Dorfjunge in Wlaschim in Tschechien auf. In seinem sorglosen Alltag wechseln die Spiele mit den Bauernjungen in der flachhügeligen Böhmisch-Mährischen Landschaft und die kleinen Arbeiten für die Eltern im Haus und Garten.

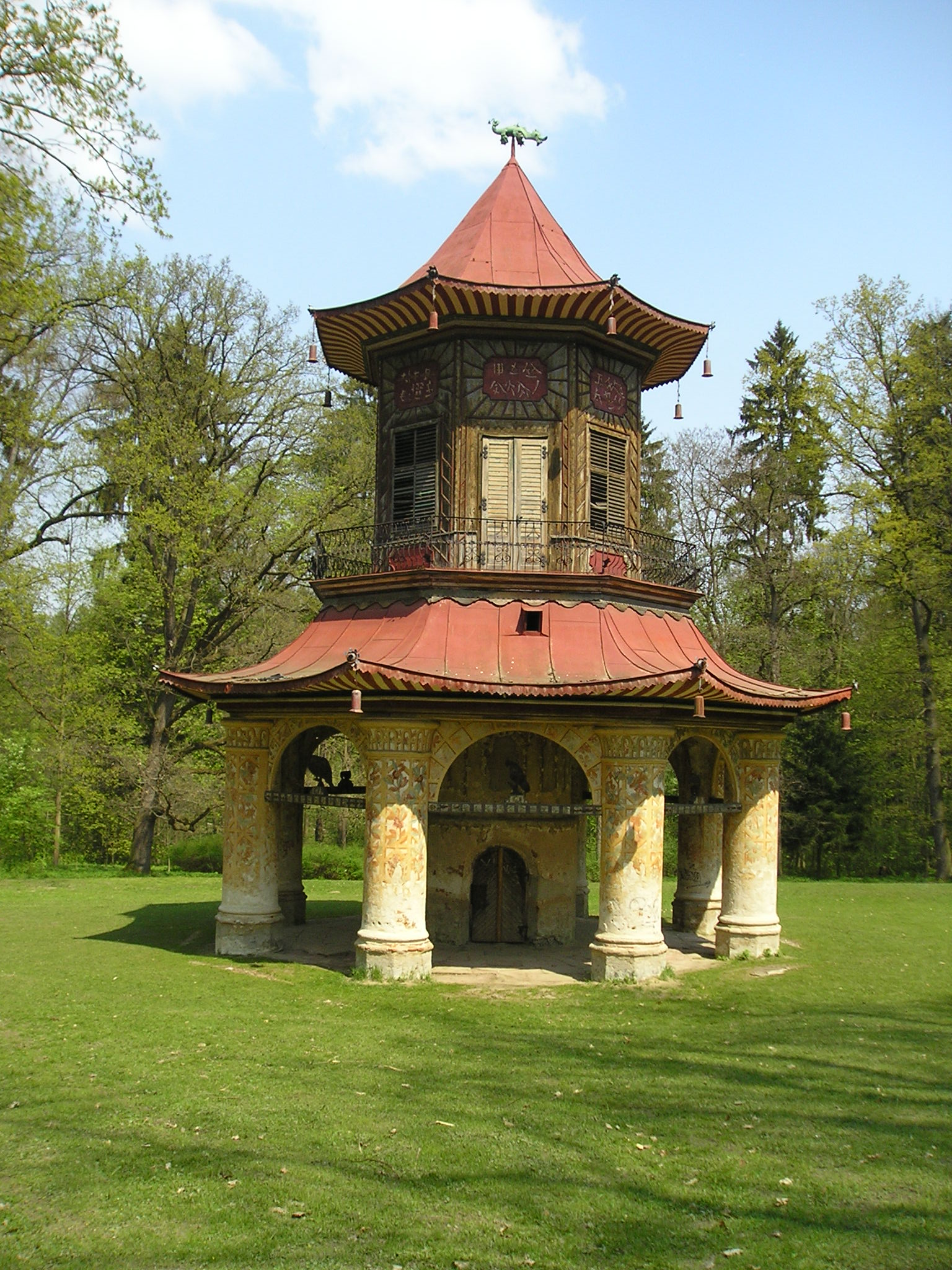
Chinesischer Pavillon im Schlosspark Vlašim

Ein Schatten auf diese Tage, der zwar schnell wieder weicht und doch prägende Kraft für sein späteres Leben hat, wirft seine „Verhaftung“ durch den Obergärtner des gutsherrlichen Parks. Im Dorf gibt es ein Gerücht, der Schlossherr habe verboten, den chinesischen Pavillon zu betreten, obwohl dieser leer steht und nicht verschlossen ist. Für die Kinder erhöht das „Scheinbar-Offenstehen […] den Schauer des Geheimnisses“. Bei seinem Versuch, das Innere zu betrachten, wird Viktor vom Obergärtner entdeckt und durchs ganze Dorf zu seinem strengen Vater geführt. Zur Strafe muss er eine Nacht lang auf Erbsen knien. Zwar ist die Sache bald vergessen, doch Viktor spürt zum ersten Mal den „übereinstimmenden Willen einer Gemeinschaft“, dem er sich, auch wenn er ihn unverständlich findet, beugen muss.
Rebellion gegen die Arbeitswelt
Nach Beendigung der Wlaschimer Bürgerschule kommt der 16-Jährige für den Besuch eines Handelskurses zu Verwandten nach Beneschau und wird nach einem Jahr bei der „Tschechischen Gewerbebank“ in Prag als „Hauptbuchführer“ eingestellt. Nach genauer Vorschrift muss er täglich die Mappe mit Briefen der Firmen von O bis Z abarbeiten und die Daten in Rubriken des Hauptbuches eintragen. Ein scharfer Strich ist damit zu seiner Jugend gezogen. Auf dem Land konnte er seine Tätigkeiten überblicken und aus dem Zusammenhang erklären. Hier ist er ein Rädchen in einer unübersichtlichen bürokratischen Maschine. Er weiß nicht, woher die Akten kommen, die ein Diener bringt, und wohin sie weitergeleitet werden: „Hier [reichen] ihm unsichtbare Hände aus unsichtbaren Etagen des großen Gebäudes her Schriftstücke, deren Bedeutung er nicht fasst[-] und die er, nachdem er einen gleichgültigen und, wie ihm dünkt[-], unwesentlichen Handgriff mit ihnen vorgenommen hat[-], wieder weiter[gibt], an andere, die sie in wiederum unsichtbare Zimmer entgleiten [lassen].“ Er fragt sich, ob es einen Menschen zufrieden stellen kann, „durch ein Hantieren, das man nicht ver[steht], Geld zu verdienen, noch dazu für fremde Leute, die man nicht [kennt]?“ Dazu kommt, dass er schnell arbeitet und sich dann fragt, was er mit den leeren Stunden anfangen soll. So beschäftigt er sich mit Kombinationsrätseln aus einem Aufgabenbuch, zeichnet die Fassadenornamente der gegenüberliegenden Sparkasse und im Winter den Schneefall auf den allegorischen Figuren von „Handel“ und „Industrie“.
Eines Tages lässt ihm der Buchhalter Bjelousch, ausrichten, er zeige zu wenig Arbeitseifer. Der Chef vermeidet das offene Problemgespräch mit seinen Untergebenen, lässt aber cholerisch seine schlechte Laune bei berechtigten oder unberechtigten Kleinigkeiten an ihnen aus. Viktor fragt ihn nach den Gründen seiner Unzufriedenheit, obwohl er seine Arbeit korrekt ausführe. Bjelousch kritisiert allgemein seine Einstellung. Er solle sich nicht mit Hobbys beschäftigen, sondern sich Gedanken über die Bank und deren Korrespondenz machen. Wenn er sich nicht ausgelastet fühle, könne man sein Arbeitsfeld erweitern. Aber es geschieht nichts, denn eine Neustrukturierung ist für den Buchhalter zu aufwändig, zumal er bald darauf in Pension geht. Viktor ist jetzt vorsichtiger, sitzt seine Zeit von acht bis zwölf und von zwei bis sieben Uhr ab, als wäre er in ein Gefängnis eingesperrt, und denkt daran, was er mit dieser Zeit, wäre er frei, alles anfangen könnte. Doch wie bei seinem alten „Wlaschimer Respekt vor einem unbekannten Fürsten“ sieht er „sich bindenden Regeln gegenübergestellt und [ergibt] sich. Die dunklen Gefühle aber in ihm, zurückgedrängt, [schwellen] nur desto mächtiger, klag[-]en ihn an, dass er geschändet sei, sündhaft, wenn er nichts t[u]t, sündhafter bei Fleiß, und so [nimmt] er das Gehalt von sechzig Kronen monatlich stets mit bösem Gewissen, fast wie Bestechung, nicht wie verdientes Geld entgegen […] wie gerötet von seinem Herzblut. Sündengeld [ist] es, Blutgeld.“
Der neue Buchhalter Dubsky mit seiner „Humanität und Tüchtigkeit“ ist das Gegenteil seines Vorgängers, und Viktor erwartet von ihm seine Rettung. Doch hinter der Freundlichkeit verbirgt sich ein auf Effektivität zielender Geist. Er erkennt schnell die Leerläufe des Betriebs, organisiert die Arbeitsbereiche neu, strafft die Abläufe, erhöht das Arbeitspensum und spart Personal ein. Er fordert von seinen Angestellten Initiativen zur Innovation. Viktor muss jetzt noch länger am Abend seine Aufträge ausführen und hat keine Zeit mehr für eigene Gedanken.
Mord
Im April wird Viktor nach Sterbohol geschickt, um einen Wechsel auf die Gutspacht einzukassieren. Er wandert durch eine ihn an seine Kindheit erinnernde Landschaft, in der er sich wohl fühlt und von den Zwängen des Stadtlebens erholt. In der Straßenbahn hat ihn ein geflohener Zuchthäusler bei der Durchsicht seiner Papiere beobachtet und ist ihm gefolgt. Am Abend auf dem Rückweg vom Gut bedroht er ihn mit einem Revolver und fordert ihn auf, das Geld herauszugeben. Viktor reagiert schnell und wirft den Räuber zu Boden. Es kommt zu einem Kampf, bei dem Viktor immer wieder große Kräfte mobilisieren kann und dem Gegner langsam die Kehle zudrückt. Ursache dafür ist eine Art Vision: Im Gesicht des Mannes erblickt er nacheinander die Widersacher seines Lebens: u. a. den Obergärtner, die Buchhalter Bjelousch und Dubsky und ein Mädchen, das er täglich auf seinem Weg ins Büro sieht und das ihn „tief beunruhigt[-]“:
„Und in einem ungeheuren Umschwung all seiner Gedanken (da drückt[-] er noch fester, mit aller Energie) [findet] er plötzlich , wie den Schlüssel zu seinem ganzen Dasein, dass ihn in diesem Augenblick das Schicksal eingesetzt hat[-], um nun auch seinerseits jemandem wehe zu tun nach ebendem Gesetz, das er so lange erlitten hat[-] – um die Gerechtigkeit der Welt so bitter auszuüben, wie sie ihm zuteil geworden [ist]. Ja, wie er bis heute nur Leiden von der Gemeinschaft empfangen hat[-] und sich doch nicht beklagen und auflehnen [darf], weil er meint[-], dass das alles der natürliche Lauf der Dinge [ist], so [ist] ihm wie zum Lohn für alles heute einer in seine Hand gegeben; dem er das Äußerste, was Menschen einander antun können, den Tod, mit Fug und Recht antun [darf] und muss[-]…“ Mit dem Räuber erwürgt Viktor alle halb vergessenen und künftigen Gegner. „Ihm [ist], als morde er die ganze Welt, als wachse aus Nebeln neue Feindschaft hervor, und auch diese rottet[-] er aus, als klängen Seufzer von den Sternen und gar und der Mondsichel herab.“ Alle belastenden Schmerzen fühlt er von sich abfallen. Einen Augenblick lang ist er erfüllt von einem „Befreiungswohlbehagen“ und es treibt ihn nach Hause, nach Wlaschim, zu laufen, woraus man ihn gegen seinen Willen in die Fremde vertrieben hat. Aber auf der Hälfte der Strecke bricht er ermüdet zusammen und besinnt sich auf die Folgen seiner Flucht. Man würde die Leiche des Räubers finden und nach ihm und dem Geld suchen.
Heldentum
Viktor fährt mit dem Zug nach Prag, meldet den Überfall auf dem Kommissariat, liefert das Geld im Büro ab und geht an seine Arbeit. Die Kollegen erfahren seine Heldentat erst aus dem Nachmittagsblatt. Im Prozess wird ihm die Notwehrsituation gegen einen „entsprungene[n] und lange gesuchte[n] Zuchthäusler“ zugestanden. In Viktors Leben scheint eine „glänzende Wendung zum Besseren einzutreten“. Der Chef lobt seine „Tatkraft und Initiative“, die Kollegen suchen seine Gesellschaft, die Presse erklärt ihn zum Helden und die Eltern kümmern sich gerührt um ihn. Doch vor all diesen „Gunstbezeigungen des Schicksals“ empfindet Viktor ein „heimliches, von Tag zu Tag sich steigerndes Grauen.“ Denn er weiß, dass die „gerechte und erlaubte Notwehr“ mit „ungeheurer Freude“ verbunden war und dass er „mit Vorbedacht, mit kaltem Genießen gemordet hat[-], oh, nicht nur den einen … vielleicht viele, ohne Spur von Erbarmen, einzig der maßlosen Rachgier seiner Seele hingegeben. Und alle die Gemordeten, obwohl sie in Ruhe weiterleb[-]en, ihm [treten] sie als Gemordete entgegen […] er [sieht] nun in jeder Falte eines fremden Gesichtes diese verzerrten Todesmienen lauern…“
Verlust des Lebenssinns
Viktor hat nun keine Lebensfreude mehr. Er will sich töten und setzt dafür eine Jahresfrist fest, damit der Selbstmord nicht als Schuldbekenntnis und Selbstjustiz interpretiert werden kann. Bis dahin stürzt er sich, in einer Art von Askese und Bestrafung, in seine Arbeit, „wie ein Sühneopfer für die Zügellosigkeit seines Herzens“. Jetzt wird er zum „gewissenhaften, gründlichen Beamten“. Pedantisch kommt er als Erster und geht als Letzter und perfektioniert unermüdlich seine Akten. Doch „[u]nmerklich [ist] mit seinen großen Ansprüchen an das Leben auch sein hoher Sinn, sein Ehrgefühl geschwunden. In der eingefallenen Brust […] lebt[-] nicht mehr jener sich selbst unbewusste, edle Wille, der, allem brausend Schönen verschwistert, begehrlich, ja anmaßend, scheinbar ohne zureichende Berechtigung, sich gegen eine allgebilligte, allanerkannte Lebensordnung gewehrt hat[-], in dem aber vielleicht doch, ohne dass der Knabe es ahnte, etwas durchgebrochen war, was man als den einzigen Sinn und Urquell dieser Welt verehren muss.“ Nach Jahresfrist hat er den Mut zur Tat verloren und verbringt seine restlichen Jahre, „fünfzig und darüber“, ameisenhaft-fleißig, „kläglich zufrieden, allmählich eintrocknend ohne Freund und ohne Frau, mit einer etwas sonderlich anmutenden Scheu vor Zugluft und frischem Wind, die besonders zur Zeit des Vorfrühlings den kümmerlichen Pinsel regelmäßig heimsucht[-].“

## Literarische Einordnung
Brods Erzählung im „psychologisch realistischen Stil“ erschien zusammen mit Kafkas „Das Urteil“ erstmals in der Zeitschrift „Arkadia“. Beide thematisieren die Selbstfindung des Menschen im Spannungsfeld zwischen Rebellion und Anpassung an die herrschen Mächte. Während die mythologisch-alttestamentliche Interpretation beim „Urteil“ nur ein Deutungsansatz von mehreren ist, dominiert dieser Aspekt das Werk Brods. Die im Roman „Tycho Brahes Weg zu Gott“ (1915), nach der Interpretation Stefan Zweigs, auf die beiden Personen Kepler und Tycho Brahe aufgeteilten konträren Weltbilder (reine, kalte Wissenschaft und Gottessehnsucht) sind in „Der Junge vom Lande“ in einem vergleichbaren Konflikt auf die Selbstfindung Viktors konzentriert. Die beiden in der Erzählung zentralen symbolischen Situationen spielen sich in paradiesähnlichen Landschaften ab: einmal im Rahmen der Freiheit der Kinderspiele und zweitens auf dem Weg durch die ein Wohlgefühl weckende Natur. Im ersten Fall verstößt Viktor gegen das an die Situation Adams im Garten Eden erinnernde Verbot der Erkundung des chinesischen Pavillons und wird später zur Arbeit in die Stadt geschickt. Dort gerät er in der streng reglementierten Bürowelt in Konflikte mit seinen Vorgesetzten. Daraus entsteht die zweite symbolische Unrechtstat. In einer idyllischen Landschaft begeht Viktor einen „Brudermord“: Nach anfänglicher Notwehr erwürgt er den kampfunfähigen Räuber und mit ihm sinnbildlich alle seine Gegner aus der Vergangenheit und der Zukunft. Dabei empfindet er ein „ungeheures“ Lustgefühl. Nach dieser Tat kann er nicht mehr in das idyllische Land der Kindheit zurückkehren und sein hoher Lebenssinn und sein Ehrgefühl schwinden. Er weiß, dass er sich gegen eine „allgebilligte Lebensordnung“ gewehrt hat und dabei seinen „hohen Sinn“ und den „edlen Willen“ verloren hat. Mit diesem Kommentar des auktorialen Erzählers spricht Brod als der „letzte Verteidiger der Seele“, wie er sich selbst einmal nannte, eine Warnung vor dem Seelenverlust aus. In späteren Schriften appelliert er aus seiner Position der „diesseitigen Gottsuche“ an die Menschen, „Gott beim Erschaffen des Guten zu helfen“, wie er dies in „Diesseits und Jenseits“ (1947) und „Das Unzerstörbare“ (1968) formuliert hat.
Die Thematik der menschlichen Leere und Gleichgültigkeit gestaltete Brod auch in anderen frühen Werken, z. B. in der 1906 erschienen Novellensammlung „Tod den Toten“ und im expressionistischen Roman „Schloss Nornepygge“ (1908), in dem ein Mann aus seelischer Einsamkeit Selbstmord begeht.